# Arriaga (ort i Spanien)
Arriaga är en ort i Spanien.   Den ligger i provinsen Araba / Álava och regionen Baskien, i den norra delen av landet, 280 km norr om huvudstaden Madrid. Arriaga ligger 513 meter över havet och antalet invånare är 26 301.
Terrängen runt Arriaga är platt åt nordost, men åt sydväst är den kuperad. Runt Arriaga är det tätbefolkat, med 683 invånare per kvadratkilometer. Närmaste större samhälle är Vitoria, 1,9 km söder om Arriaga. Trakten runt Arriaga består till största delen av jordbruksmark.